# Lista metróállomás
Lista metróállomás Spanyolország fővárosában, Madridban a madridi metró 4-es vonalán.

## Metróvonalak
Az állomást az alábbi metróvonalak érintik:
- 4-es metróvonal

## Kapcsolódó állomások
A metróállomáshoz az alábbi állomások vannak a legközelebb:
- Goya (Argüelles, 4-es metróvonal)
- Diego de León (Pinar de Chamartín, 4-es metróvonal)